# Barberton (Sudafrica)
Barberton è un centro abitato del Sudafrica, situato nella provincia dello Mpumalanga.